# Yokosuka H5Y
Yokosuka H5Y (яп. 九九式飛行艇, летючий човен морський Тип 99 модель 11) — серійний летючий човен Імперського флоту Японії періоду Другої світової війни.
Кодова назва союзників — «Черрі» (англ. Cherry).

## Історія створення
Відповідно до військової концепції Японії Імперський флот повинен був мати на озброєнні летючі човни двох типів: великі три-чотиримоторні розвідувальні летючі човни далекої дії та менші двомоторні летючі човни, призначені для патрулювання. У зв'язку з невдачею проєкту Hiro H4H у 1934 році були розроблені вимоги «9-Сі» до нового середнього летючого човна. Основну увагу було приділено забезпеченню низької вартості серійного виробництва та простоті обслуговування. Новий літак мав розвивати швидкість не менше 463 км/г, мати дальність польоту 7200 км (з бомбовим навантаженням 3700 кг). Оборонне озброєння мало складатись з одної 20-мм гармати та чотирьох 7,7-мм кулеметів. Бомбове навантаження мало становити 1600 або 2 торпеди. Реалізація проєкту була доручена 1-му авіаційному арсеналу флоту в Йокосуці.
Перші два двомоторні прототипи H5Y1, що нагадували зменшений варіант Kawanishi H6K, були готові у 1936 році. Конструктори розраховували, що новий літак, надійшовши у війська, буде вирішувати різноманітні задачі, в першу чергу, по патрулюванню акваторій на другорядних ділянках фронту. Але у ході випробувань з'ясувалось, що характеристики H5Y1 значно поступаються вимогам технічного завдання «9-Сі». Причиною були зіркоподібні літаки MitsuЬishi MKlA Shinten 21 потужністю 1200 к.с., які виявились недостатньо потужними для важкої машини. Тим не менше, флот замовив невелику партію літаків, яка отримала назву «Летючий човен Тип 99 Модель 11 (H5Y1 Модель 11)».
Ще до початку виробництва в проєкт було внесено ряд змін. Новий варіант отримав назву «Летючий човен Тип 99 Модель 12 (H5Y2 Модель 12)». В нього було зменшене оборонне озброєння, яке, на відміну від технічного завдання, складалось з двох 7,7-мм кулеметів — в носовій частині фюзеляжу та в хвостовій обертовій башті. На деяких машинах ставився 3-й кулемет.
Через незадовільні характеристики літаків після випуску 18 машин моделі H5Y2 їх виробництво було припинене.

## Тактико-технічні характеристики

### Технічні характеристики
- Екіпаж: 6 чоловік
- Довжина: 20,50 м
- Висота: 6,71 м
- Розмах крил: 31,57 м
- Площа крил: 107,70 м ²
- Маса пустого: 7 106 кг
- Маса спорядженого: 11 500 кг
- Двигуни: 2 х MitsuЬishi MKlA Shinten 21
- Потужність: 1 200 к. с.

### Льотні характеристики
- Максимальна швидкість: 302 км/г на висоті 1 000 м
- Практична дальність: 4 800 км
- Практична стеля: 5 200 м

### Озброєння
- Кулеметне: 2 (або 3) × 7,7 мм кулемети
- Бомбове навантаження:
  - до 500 кг бомб

## Історія використання
Після декількох місяців експлуатації H5Y всі вони були переведені в тилові райони, де вони використовувались як штабні, транспортні та навчальні літаки, а також для боротьби з підводними човнами. При патрулюванні летючі човни H5Y2 зазвичай брали на борт 2 бомби по 250 кг кожна або таку ж масу глибинних бомб.